# Grand Prix de Plumelec-Morbihan 2016
Il Grand Prix de Plumelec-Morbihan 2016, quarantesima edizione della corsa e valevole come evento del circuito UCI Europe Tour 2016 categoria 1.1, si svolse il 28 maggio 2016 su per un percorso di 182 km. La vittoria fu appannaggio del francese Samuel Dumoulin, il quale completò la gara in 4h25'08", alla media di 41,187 km/h, precedendo i connazionali Alexis Vuillermoz e Arthur Vichot.
Sul traguardo di Plumelec 99 ciclisti, su 131 partenti, portarono a termine la competizione.

## Squadre e corridori partecipanti
| N.    | Cod. | Squadra                      |
| ----- | ---- | ---------------------------- |
| 1-8   | ALM  | AG2R La Mondiale             |
| 11-18 | FDJ  | FDJ                          |
| 21-28 | CJR  | Caja Rural-Seguros RGA       |
| 31-38 | COF  | Cofidis                      |
| 41-48 | TSV  | Topsport Vlaanderen-Baloise  |
| 51-58 | DMP  | Delko-Marseille Provence-KTM |
| 61-68 | FVC  | Fortuneo-Vital Concept       |
| 71-77 | DEN  | Direct Énergie               |
| 81-88 | AZT  | D'Amico-Bottecchia           |

| N.      | Cod. | Squadra                       |
| ------- | ---- | ----------------------------- |
| 91-98   | ADT  | Armée de Terre                |
| 101-108 | EUS  | Euskadi Basque Country-Murias |
| 111-118 | AUB  | HP BTP-Auber 93               |
| 121-127 | GME  | GM Europa Ovini               |
| 131-138 | RLM  | Roubaix-Lille Métropole       |
| 141-148 | STF  | Start-Vaxes Cycling Team      |
| 151-157 | CCD  | Team Differdange-Losch        |
| 161-168 | FRA  | Francia                       |

## Ordine d'arrivo (Top 10)
| Pos. | Corridore          | Squadra    | Tempo    |
| ---- | ------------------ | ---------- | -------- |
| 1    | Samuel Dumoulin    | AG2R       | 4h25'08" |
| 2    | Alexis Vuillermoz  | AG2R       | s.t.     |
| 3    | Arthur Vichot      | FDJ        | s.t.     |
| 4    | Matthieu Ladagnous | FDJ        | s.t.     |
| 5    | Anthony Turgis     | Cofidis    | s.t.     |
| 6    | Julien Antomarchi  | Roubaix    | s.t.     |
| 7    | Marco Tizza        | D'Amico    | s.t.     |
| 8    | Quentin Pacher     | Delko-Mar. | s.t.     |
| 9    | David Gaudu        | Francia    | s.t.     |
| 10   | Maxime Vantomme    | Roubaix    | s.t.     |